# Zuzana Piussi
Zuzana Piussi (* 21. října 1971, Bratislava, Slovensko) je slovenská režisérka a dokumentaristka. Vystudovala katedru režie na Filmové a televizní fakultě Vysoké školy múzických umění v Bratislavě. V letech 1992–2000 spolupracovala s divadlem Stoka. V současnosti žije a působí mezi Českou republikou a Slovenskem.

## Tvorba

### Nemoc třetí moci
Její dokumentární filmy reflektují realitu slovenské politiky. Za její film mapující poměry ve slovenské justici nazvaný Nemoc třetí moci jí hrozily až dva roky vězení a pokuta tři čtvrtě milionu korun. Podnět k jejímu trestnímu stíhání dala v červenci 2012 jedna ze soudkyň, kterou prý filmařka natočila bez jejího vědomí. Režisérka však tvrdí, že soudkyně o natáčení věděla. V lednu 2013 slovenská policie trestní stíhání Piussi zastavila s tím, že filmařka se nedopustila trestného činu.
Proti trestnímu stíhání Zuzany Piussi protestovali také někteří čeští i slovenští umělci. Desítky českých filmařů podepsaly dopis slovenskému prezidentovi Ivanu Gašparovičovi, ve kterém protestovali proti stíhání Piussi. V případě, že by slovenské soudy režisérku odsoudily, prosili čeští filmaři prezidenta, aby jí udělil milost. Dopis podepsali např. režiséři Fero Fenič, Olga Sommerová, Helena Třeštíková nebo scenáristé Zdeněk Svěrák a Petr Jarchovský. Na stranu Piussi se postavil i český ministr zahraničí Karel Schwarzenberg: „Natočila skvělý film, a jestliže bude odsouzená, tak se vrátíme o dvacet pět let zpátky".

### Od Fica do Fica
V souvislosti s kontroverzí kolem filmu Nemoc třetí moci odmítla bratislavská multikina promítat nový snímek Piussi nazvaný Od Fica do Fica. Autorka se jej však rozhodla šířit přes internet. Film popisuje politickou scénu na Slovensku a dění kolem obří korupční aféry Gorila, v níž se objevily dosud nepotvrzené informace o uplácení politiků a vysokých státních úředníků.

## Ocenění
„Dělám to, co považuji za správné. Nechci se přetvařovat, že je na Slovensku vše v pořádku a točit pořady o vaření a podobně," komentovala film režisérka. V roce 2013 získala za tento film morální cenu FITES.

## Filmografie
- 2003:Výmet
- 2004: Bezbožná krajina
- 2005: Anjeli plačú
- 2007: Stoka
- 2008: Babička
- 2009: Koliba
- 2011: Nemoc třetí moci (Nemoc tretej moci)
- 2011: Kuracia láska
- 2011: Muži revoluce – dokument o listopadu 1989
- 2012: Od Fica do Fica
- 2012: Křehká identita
- 2014: Přímý přenos
- 2014: Fenomén šmejdi
- 2016: Těžká volba
- 2016: Český Alláh – dokument z cyklu Český žurnál, promítal se i v kinech v rámci Jednoho světa 2017
- 2017: Selský rozum –  dokumentární film o předsedovi hnutí ANO a bývalém ministru financí Andreji Babišovi, spoluautor Vít Janeček. [10]
- 2021: Očista
- 2022: Zešílet

## Ocenění
- Film Výmet - oceněn hlavní cenou na mezinárodním filmovém festivalu v Bejrútu, dále získal cenu za nejlepší dokumentární film na celostátní soutěžní přehlídce filmu studentů vysokých škol Áčko Bratislava 2004[11]
- Cena pro nejlepší slovenský dokument za film Křehká identita, filmový festival Jeden svět Bratislava (2012)[12]
- Morální cena FITES za tvůrčí i občanskou odvahu (2013)[13]